# Mistrovství světa v ledním hokeji 2016 (Divize III)
III. divize Mistrovství světa v ledním hokeji 2016 se hrála v tureckém Istanbulu od 31. března do 6. dubna 2016. Tým Turecka zde vyhrál všechny své zápasy a postoupil do skupiny B II. divize.

## Herní systém
Tým Spojených arabských emirátů odstoupil krátce před turnajem, a tak v divizi III hrálo 6 týmů, utkaly se systémem každý s každým. První tým postoupil do skupiny B II. divize.

## Účastníci
| Tým                 | Kvalifikace                                    |
| ------------------- | ---------------------------------------------- |
| JAR                 | 6. místo v Divizi II 2015 - Skupina B a sestup |
| Turecko             | Pořadatel, 2. místo v Divizi III 2015          |
| Lucembursko         | 3. místo v Divizi III 2015                     |
| Hongkong            | 4. místo v Divizi III 2015                     |
| Gruzie              | 5. místo v Divizi III 2015                     |
| Bosna a Hercegovina | 7. místo v Divizi III 2015                     |

## Výsledky
V Mistrovství světa v ledním hokeji 2016 (Divize III) konaném v Turecku zvítězila domácí Turecká hokejová reprezentace.
|  | Nejlepší tým, postupující do skupiny B divize II |

| Týmy                | Z | V | VP | PP | P | GV | GI | +/- | B  |
| ------------------- | - | - | -- | -- | - | -- | -- | --- | -- |
| Turecko (TUR)       | 5 | 5 | 0  | 0  | 0 | 35 | 11 | +24 | 15 |
| JAR (JAR)           | 5 | 3 | 0  | 0  | 2 | 29 | 16 | +13 | 12 |
| Lucembursko (LUX)   | 5 | 2 | 0  | 0  | 3 | 24 | 19 | +5  | 9  |
| Bosna a Hercegovina | 5 | 1 | 0  | 0  | 4 | 7  | 43 | -36 | 6  |
| Hongkong (HON)      | 5 | 0 | 0  | 0  | 5 | 10 | 40 | -30 | 3  |
| Gruzie (GEO)        | 5 | 0 | 0  | 0  | 5 | 0  | 25 | -25 | 0  |

| Datum     | Domácí              | stav | Hosté               |
| --------- | ------------------- | ---- | ------------------- |
| 31.3.2016 | Lucembursko         | 2-3  | JAR                 |
| 31.3.2016 | Bosna a Hercegovina | 5-4  | Hongkong            |
| 31.3.2016 | Turecko             | 5-4  | Gruzie              |
| 1.4.2016  | JAR                 | 9-1  | Hongkong            |
| 1.4.2016  | Gruzie              | 8-0  | Bosna a Hercegovina |
| 1.4.2016  | Turecko             | 10-2 | Lucembursko         |
| 3.4.2016  | Lucembursko         | 7-1  | Hongkong            |
| 3.4.2016  | Turecko             | 8-2  | Bosna a Hercegovina |
| 3.4.2016  | JAR                 | 5-6  | Gruzie              |
| 4.4.2016  | Hongkong            | 1-5  | Turecko             |
| 4.4.2016  | Gruzie              | 5-0  | Lucembursko         |
| 4.4.2016  | Bosna a Hercegovina | 0-10 | JAR                 |
| 6.4.2016  | JAR                 | 2-7  | Turecko             |
| 6.4.2016  | Hongkong            | 3-14 | Gruzie              |
| 6.4.2016  | Lucembursko         | 13-0 | Bosna a Hercegovina |

POZOR! GRUZIE BYLA PO SKONČENÍ TURNAJE DISKVALIFIKOVÁNA Z DŮVODU STARTU NEOPRÁVNĚNÝCH NĚKTERÝCH HRÁČŮ. VŠECHNY ZÁPASY GRUZIE BYLY KONTUMAČNĚ VYHRÁNY VE PROSPĚCH SOUPEŘE! TYTO VÝSLEDKY JSOU ZANECHÁNY Z NORMÁLNÍHO PRŮBĚH TURNAJE.